# 秋津 (習志野市)
秋津（あきつ）は千葉県習志野市にある地名。現行行政地名は秋津一丁目から秋津五丁目。郵便番号は275-0025。

## 概要
習志野市の南部に位置する、全域が第2次埋立事業により、東京湾を埋め立ててできた地域である。
地域の南端をJR京葉線、国道357号、東関東自動車道、地域の北端に隣接して京葉道路が通る。地域内は団地が中心のエリア、公園が中心のエリア、戸建住宅が中心のエリアに分かれる。また、地域の西端は大蔵省の所有地であったために埋め立てることができず、結果的に保全される形になった干潟である｢谷津干潟｣と接している。
一丁目から三丁目にかけて海浜秋津団地、三丁目に市立秋津小学校、習志野市立新習志野図書館、南消防署、新習志野公民館、習志野市役所西部連絡所、秋津総合運動公園、三丁目に隣接してJR京葉線新習志野駅、五丁目に県立津田沼高等学校、谷津干潟公園がある。
東は菊田川を挟んで同じ第2次埋立事業によって造成された香澄、西・南は秋津、香澄と同じ由来の茜浜、北は先立つ第1次埋立事業によって造成された袖ヶ浦と接している。

## 沿革
- 1977年（昭和52年）　第2次埋立事業により、秋津一丁目～四丁目が誕生。

## 地名の由来
秋の京葉港（津）を美しさを称え、｢秋津｣とした。 

## 町名の変遷
| 実施後     | 実施年月日 | 実施前（各町名ともその一部） |
| ---------- | ---------- | ---------------------------- |
| 秋津一丁目 | 昭和52年   | （地名なし）                 |
| 秋津二丁目 | 昭和52年   | （地名なし）                 |
| 秋津三丁目 | 昭和52年   | （地名なし）                 |
| 秋津四丁目 | 昭和52年   | （地名なし）                 |
| 秋津五丁目 | 昭和52年   | （地名なし）                 |

## 世帯数と人口
2017年（平成29年）10月31日現在の世帯数と人口は以下の通りである。
| 丁目       | 世帯数    | 人口    |
| ---------- | --------- | ------- |
| 秋津一丁目 | 774世帯   | 1,792人 |
| 秋津二丁目 | 1,097世帯 | 2,226人 |
| 秋津三丁目 | 468世帯   | 1,084人 |
| 秋津四丁目 | 312世帯   | 769人   |
| 秋津五丁目 | 386世帯   | 868人   |
| 計         | 3,037世帯 | 6,739人 |

## 小・中学校の学区
市立小・中学校に通う場合、学区は以下の通りとなる。
| 丁目       | 番地 | 小学校               | 中学校               |
| ---------- | ---- | -------------------- | -------------------- |
| 秋津一丁目 | 全域 | 習志野市立秋津小学校 | 習志野市立第七中学校 |
| 秋津二丁目 | 全域 | 習志野市立秋津小学校 | 習志野市立第七中学校 |
| 秋津三丁目 | 全域 | 習志野市立秋津小学校 | 習志野市立第七中学校 |
| 秋津四丁目 | 全域 | 習志野市立秋津小学校 | 習志野市立第七中学校 |
| 秋津五丁目 | 全域 | 習志野市立秋津小学校 | 習志野市立第七中学校 |

## 施設
- JR京葉線新習志野駅（住所は茜浜二丁目）
- 習志野市消防本部南消防署
- 習志野市立秋津保育所
- 習志野市立秋津小学校
- 千葉県立津田沼高等学校
- 新習志野公民館
  - 習志野市役所西部連絡所
- 習志野市立新習志野図書館
- 谷津干潟公園
- 秋津総合運動公園
- 海浜秋津団地